# Quatrième circonscription des Alpes-Maritimes
La quatrième circonscription des Alpes-Maritimes est l'une des neuf circonscriptions législatives que compte le département français des Alpes-Maritimes (06), situé en région Provence-Alpes-Côte d'Azur.
Elle est représentée à l'Assemblée nationale, lors de la XVIIe législature de la Cinquième République, par Alexandra Masson, députée du Rassemblement national. Elle s'étend à l'est du département, du littoral jusqu'à Tende et rassemblant à la fois des territoires urbanisés et ruraux. Elle couvre notamment les communes de Menton, Beausoleil, Roquebrune-Cap-Martin et Villefranche-sur-Mer.

## Description géographique

### Historique
S'il y a plus de trois circonscriptions dans les Alpes-Maritimes depuis 1876, elles étaient nommées à partir de l'arrondissement avant la Cinquième République. La quatrième circonscription des Alpes-Maritimes est créée par le redécoupage électoral de 1958. Elle est alors composée des cantons (selon leurs limites en vigueur en 1958) de : 
- Canton de Beausoleil
- Canton de Breil-sur-Roya
- Canton de Contes
- Canton de l'Escarène
- Canton de Lantosque
- Canton de Menton
- Canton de Roquebillière
- Canton de Saint-Martin-Vésubie
- Canton de Sospel
- Canton de Tende
- Canton de Villefranche[3]

Elle correspond ainsi exactement à l'ancienne quatrième circonscription de Nice selon ses limites en vigueur de 1928 à 1940, c'est-à-dire au tiers est du département, du littoral jusqu'au nord.
À partir de 1986, date du rétablissement du scrutin uninominal majoritaire par circonscription et de la mise en place d'un nouveau découpage électoral, la circonscription inclut les huit cantons suivants (selon l'ancien découpage cantonal en vigueur alors) : 
- Canton de Beausoleil
- Canton de Breil-sur-Roya
- Canton de L'Escarène
- Canton de Menton-Est
- Canton de Menton-Ouest
- Canton de Sospel
- Canton de Tende
- Canton de Villefranche-sur-Mer[5].

Par rapport au précédent découpage, elle perd donc sa partie la plus à l'ouest avec le transfert de quatre cantons à la cinquième circonscription des Alpes-Maritimes : Contes, Lantosque, Roquebillière et Saint-Martin-Vésubie. Elle englobe ainsi toujours l'est du département, c'est-à-dire le littoral des portes de Nice (Villefranche-sur-Mer) à Menton sans oublier l'arrière-pays jusqu'à Tende avec les vallées de la Roya et de la Bévéra.

### Circonscription actuelle
Le redécoupage des circonscriptions réalisé en 2010, en vigueur à partir des élections législatives de 2012, étend les limites de la quatrième circonscription. Ainsi, l'ordonnance n°2009-935 du 29 juillet 2009, votée par le Parlement le 21 janvier 2010, lui ajoute le canton de Contes qui appartenait à la cinquième circonscription. Elle compte désormais trente-trois communes.
Avec le redécoupage cantonal de 2014, les limites de la circonscription n'ont pas varié mais la composition cantonale de la circonscription est devenue la suivante : canton de Beausoleil, canton de Contes et canton de Menton.

## Description démographique
En 2009, la quatrième circonscription (définie selon le redécoupage de 2010) comptait 117 438 habitants. En 2019, la population de la circonscription est de 118 393 habitants dont 26 % dans la commune de Menton, 11 % à Beausoleil et 11 % à Roquebrune-Cap-Martin.
La répartition démographique par canton selon le découpage cantonal en vigueur jusqu'en 2014 est indiquée dans le tableau ci-dessous.
| Canton               | 2009    |
| -------------------- | ------- |
| Beausoleil           | 14 194  |
| Breil-sur-Roya       | 2 903   |
| Contes               | 16 384  |
| L'Escarène           | 9 016   |
| Menton-Est           | 25 134  |
| Menton-Ouest         | 20 367  |
| Sospel               | 4 089   |
| Tende                | 2 719   |
| Villefranche-sur-Mer | 22 632  |
| Total                | 117 438 |

La population totale de la circonscription est la suivante : 
| 2013    | 2019    | 2021    |
| ------- | ------- | ------- |
| 115 149 | 118 393 | 117 118 |

## Description historique et politique

### Historique des députations
| Législature | Début de mandat | Fin de mandat  | Député                     | Parti politique          | Observations |
| ----------- | --------------- | -------------- | -------------------------- | ------------------------ | --- |
| Ire         | 9 décembre 1958 | 9 octobre 1962 | Francis Palmero            | CR (non-inscrit puis ED) | Conseiller général de Menton Président du conseil général des Alpes-Maritimes (à partir de 1961). Mandat écourté à la suite d'une dissolution parlementaire décidée par Charles de Gaulle. |
| IIe         | 6 décembre 1962 | 2 avril 1967   | Francis Palmero            | CR (non-inscrit)         | Conseiller général de Menton Président du conseil général des Alpes-Maritimes (jusqu'en 1964)                                                                                              |
| IIIe        | 3 avril 1967    | 30 mai 1968    | Francis Palmero            | CR (PDM)                 | Conseiller général de Menton Président du conseil général des Alpes-Maritimes (à partir de 1967) Mandat écourté à la suite d'une dissolution parlementaire décidée par Charles de Gaulle.  |
| IVe         | 11 juillet 1968 | 1er avril 1973 | Emmanuel Aubert            | UDR                      | |
| Ve          | 2 avril 1973    | 2 avril 1978   | Emmanuel Aubert            | UDR                      | Maire de Menton (à partir de 1977) |
| VIe         | 3 avril 1978    | 22 mai 1981    | Emmanuel Aubert            | RPR                      | Maire de Menton Mandat écourté à la suite d'une dissolution parlementaire décidée par François Mitterrand.                                                                                 |
| VIIe        | 2 juillet 1981  | 1er avril 1986 | Emmanuel Aubert            | RPR                      | Maire de Menton |
| IXe         | 23 juin 1988    | 1er avril 1993 | Emmanuel Aubert            | RPR                      | Conseiller régional de Provence-Alpes-Côte d'Azur |
| Xe          | 2 avril 1993    | 9 juin 1995    | Emmanuel Aubert            | RPR                      | Remplacé par Xavier Beck le 9 juin 1995 à la suite de son décès Mandat écourté à la suite d'une dissolution parlementaire décidée par Jacques Chirac.                                      |
| Xe          | 9 juin 1995     | 21 avril 1997  | Xavier Beck                | RPR                      | Remplacé par Xavier Beck le 9 juin 1995 à la suite de son décès Mandat écourté à la suite d'une dissolution parlementaire décidée par Jacques Chirac.                                      |
| XIe         | 12 juin 1997    | 18 juin 2002   | Jean-Claude Guibal         | RPR                      | Maire de Menton |
| XIIe        | 19 juin 2002    | 19 juin 2007   | Jean-Claude Guibal         | UMP                      | Maire de Menton |
| XIIIe       | 20 juin 2007    | 19 juin 2012   | Jean-Claude Guibal         | UMP                      | Maire de Menton |
| XIVe        | 20 juin 2012    | 20 juin 2017   | Jean-Claude Guibal         | UMP puis LR              | Maire de Menton |
| XVe         | 21 juin 2017    | 21 juin 2022   | Alexandra Valetta-Ardisson | LREM                     | Conseillère municipale de Grasse |
| XVIe        | 22 juin 2022    | 9 juin 2024    | Alexandra Masson           | RN                       | Mandat écourté à la suite d'une dissolution parlementaire décidée par Emmanuel Macron. |
| XVIIe       | 8 juillet 2024  | En cours       | Alexandra Masson           | RN                       | |

### Historique des élections

#### Élections de 1958
|                | Francis Palmero élu | Radcent        | 19 571 | 50,28  |  |  |  |
|                | Jean-Paul Comiti    | PCF            | 8 682  | 22,3   |  |  |  |
|                | Maurice Durand      | UNR            | 6 091  | 15,65  |  |  |  |
|                | Jean Favre          | CR             | 2 521  | 6,48   |  |  |  |
|                | Henri Vignes        | Extrême droite | 2 062  | 5,3    |  |  |  |
|                |                     |                |        |        |  |  |  |
| Inscrits       | Inscrits            | Inscrits       | 50 607 | 100,00 |  |  |  |
| Abstentions    | Abstentions         | Abstentions    | 10 957 | 21,65  |  |  |  |
| Votants        | Votants             | Votants        | 39 650 | 78,35  |  |  |  |
| Blancs et nuls | Blancs et nuls      | Blancs et nuls | 723    | 1,82   |  |  |  |
| Exprimés       | Exprimés            | Exprimés       | 38 927 | 98,18  |  |  |  |

#### Élections de 1962
| Candidat       | Candidat                      | Parti          | Premier tour | Premier tour | Second tour | Second tour |  |
| Candidat       | Candidat                      | Parti          | Voix         | %            | Voix        | %           |  |
| -------------- | ----------------------------- | -------------- | ------------ | ------------ | ----------- | ----------- |  |
|                | Francis Palmero sortant réélu | CR             | 17 345       | 45,71        | 17 869      | 47,56       |  |
|                | Paul Renoir                   | UNR-UDT        | 10 949       | 28,85        | 9 661       | 25,71       |  |
|                | André Vanco                   | PCF            | 9 654        | 25,44        | 10 043      | 26,73       |  |
|                |                               |                |              |              |             |             |  |
| Inscrits       | Inscrits                      | Inscrits       | 53 737       | 100,00       | 54 329      | 100,00      |  |
| Abstentions    | Abstentions                   | Abstentions    | 14 796       | 27,53        | 15 933      | 29,33       |  |
| Votants        | Votants                       | Votants        | 38 941       | 72,47        | 38 396      | 70,67       |  |
| Blancs et nuls | Blancs et nuls                | Blancs et nuls | 993          | 2,55         | 823         | 2,14        |  |
| Exprimés       | Exprimés                      | Exprimés       | 37 948       | 97,45        | 37 573      | 97,86       |  |

Jean Fossati, notaire, conseiller général du canton de Sospel, était le suppléant de Francis Palmero.

#### Élections de 1967
| Candidat       | Candidat                      | Parti          | Premier tour | Premier tour | Second tour | Second tour |  |
| Candidat       | Candidat                      | Parti          | Voix         | %            | Voix        | %           |  |
| -------------- | ----------------------------- | -------------- | ------------ | ------------ | ----------- | ----------- |  |
|                | Francis Palmero sortant réélu | CR (PDM)       | 19 721       | 40,45        | 20 331      | 41,8        |  |
|                | André Vanco                   | PCF            | 13 075       | 26,82        | 16 234      | 33,38       |  |
|                | Emmanuel Aubert               | UD-Ve          | 12 262       | 25,15        | 12 076      | 24,83       |  |
|                | Georges Maniglier             | FGDS (Radical) | 3 690        | 7,57         |             |             |  |
|                |                               |                |              |              |             |             |  |
| Inscrits       | Inscrits                      | Inscrits       | 62 382       | 100,00       | 62 364      | 100,00      |  |
| Abstentions    | Abstentions                   | Abstentions    | 12 470       | 19,99        | 12 907      | 20,7        |  |
| Votants        | Votants                       | Votants        | 49 912       | 80,01        | 49 457      | 79,3        |  |
| Blancs et nuls | Blancs et nuls                | Blancs et nuls | 1 164        | 2,33         | 816         | 1,65        |  |
| Exprimés       | Exprimés                      | Exprimés       | 48 748       | 97,67        | 48 641      | 98,35       |  |

Jean Fossati était suppléant de Francis Palmero.

#### Élections de 1968
| Candidat       | Candidat                | Parti          | Premier tour | Premier tour | Second tour | Second tour |  |
| Candidat       | Candidat                | Parti          | Voix         | %            | Voix        | %           |  |
| -------------- | ----------------------- | -------------- | ------------ | ------------ | ----------- | ----------- |  |
|                | Emmanuel Aubert élu     | UDR (URP)      | 17 603       | 36,66        | 25 240      | 54,89       |  |
|                | André Vanco             | PCF            | 14 018       | 29,19        | 20 262      | 44,07       |  |
|                | Francis Palmero sortant | CR (PDM)       | 13 364       | 27,83        | 478         | 1,04        |  |
|                | Michel Courrégé         | PSU            | 2 462        | 5,13         |             |             |  |
|                | Jacques Vecker          | Modérés        | 569          | 1,19         |             |             |  |
|                |                         |                |              |              |             |             |  |
| Inscrits       | Inscrits                | Inscrits       | 62 361       | 100,00       | 62 354      | 100,00      |  |
| Abstentions    | Abstentions             | Abstentions    | 13 411       | 21,51        | 13 855      | 22,22       |  |
| Votants        | Votants                 | Votants        | 48 950       | 78,49        | 48 499      | 77,78       |  |
| Blancs et nuls | Blancs et nuls          | Blancs et nuls | 934          | 1,91         | 2 519       | 5,19        |  |
| Exprimés       | Exprimés                | Exprimés       | 48 016       | 98,09        | 45 980      | 94,81       |  |

Armand Orengo était suppléant d'Emmanuel Aubert.

#### Élections de 1973
| Candidat           | Candidat                      | Parti          | Premier tour | Premier tour | Second tour | Second tour |  |
| Candidat           | Candidat                      | Parti          | Voix         | %            | Voix        | %           |  |
| ------------------ | ----------------------------- | -------------- | ------------ | ------------ | ----------- | ----------- |  |
|                    | Emmanuel Aubert sortant réélu | UDR (URP)      | 18 876       | 34,44        | 28 798      | 52,41       |  |
|                    | André Vanco                   | PCF            | 18 801       | 34,30        | 26 146      | 47,59       |  |
|                    | Edmond Renaud                 | MR (Centriste) | 10 664       | 19,46        | Retrait     | Retrait     |  |
|                    | Paul Chomicki                 | PS (UGSD)      | 5 393        | 9,84         |             |             |  |
|                    | Jean-Marie Amblard            | Sans étiquette | 554          | 1,01         |             |             |  |
|                    | Alfred Goron                  | Sans étiquette | 519          | 0,95         |             |             |  |
|                    |                               |                |              |              |             |             |  |
| Inscrits           | Inscrits                      | Inscrits       | 69 098       | 100,00       | 69 087      | 100,00      |  |
| Abstentions        | Abstentions                   | Abstentions    | 12 875       | 18,63        | 11 612      | 16,81       |  |
| Votants            | Votants                       | Votants        | 56 223       | 81,37        | 57 475      | 83,19       |  |
| Blancs et nuls     | Blancs et nuls                | Blancs et nuls | 1 416        | 2,52         | 2 531       | 4,4         |  |
| Exprimés           | Exprimés                      | Exprimés       | 54 807       | 97,48        | 54 944      | 95,6        |  |
| Source : Data.gouv |                               |                |              |              |             |             |  |

Edmond Renaud est soutenu par Francis Palmero, maire de Menton, président du conseil départemental des Alpes-Maritimes et ancien député de la circonscription. Pouvant accéder au second tour car ayant recueilli un nombre de suffrages représentant plus de 10 % des électeurs inscrits, Edmond Renaud choisit de se désister à l'issue du premier tour.
Albert Lemut, agent d'assurances, était suppléant d'Emmanuel Aubert.

#### Élections de 1978
| Candidat       | Candidat                      | Parti             | Premier tour | Premier tour | Second tour | Second tour |  |
| Candidat       | Candidat                      | Parti             | Voix         | %            | Voix        | %           |  |
| -------------- | ----------------------------- | ----------------- | ------------ | ------------ | ----------- | ----------- |  |
|                | Emmanuel Aubert sortant réélu | RPR               | 28 786       | 45,17        | 36 191      | 55,4        |  |
|                | André Vanco                   | PCF               | 20 165       | 31,64        | 29 132      | 44,6        |  |
|                | Michèle Mathieu               | PS                | 7 681        | 12,05        |             |             |  |
|                | Georges Campioni              | Divers écologiste | 2 557        | 4,01         |             |             |  |
|                | Bernard Lavergne              | PSD               | 1 954        | 3,07         |             |             |  |
|                | Charles Durandy               | MDD               | 1 005        | 1,58         |             |             |  |
|                | Gilles Cupo                   | PFN               | 994          | 1,56         |             |             |  |
|                | Michel Bodin                  | LO                | 588          | 0,92         |             |             |  |
|                |                               |                   |              |              |             |             |  |
| Inscrits       | Inscrits                      | Inscrits          | 78 169       | 100,00       | 78 165      | 100,00      |  |
| Abstentions    | Abstentions                   | Abstentions       | 13 127       | 16,79        | 10 821      | 13,84       |  |
| Votants        | Votants                       | Votants           | 65 042       | 83,21        | 67 344      | 86,16       |  |
| Blancs et nuls | Blancs et nuls                | Blancs et nuls    | 1 312        | 2,02         | 2 021       | 3           |  |
| Exprimés       | Exprimés                      | Exprimés          | 63 730       | 97,98        | 65 323      | 97          |  |

Albert Lemut était suppléant d'Emmanuel Aubert.

#### Élections de 1981
| Candidat       | Candidat                      | Parti          | Premier tour | Premier tour | Second tour | Second tour |  |
| Candidat       | Candidat                      | Parti          | Voix         | %            | Voix        | %           |  |
| -------------- | ----------------------------- | -------------- | ------------ | ------------ | ----------- | ----------- |  |
|                | Emmanuel Aubert sortant réélu | RPR (UNM)      | 20 370       | 35,44        | 31 167      | 51,35       |  |
|                | André Vanco                   | PCF            | 14 516       | 25,26        | 29 530      | 48,65       |  |
|                | Michèle Mathieu               | PS             | 13 317       | 23,17        | Retrait     | Retrait     |  |
|                | Hervé de Charette             | diss. UDF      | 9 267        | 16,12        |             |             |  |
|                |                               |                |              |              |             |             |  |
| Inscrits       | Inscrits                      | Inscrits       | 81 589       | 100,00       | 81 575      | 100,00      |  |
| Abstentions    | Abstentions                   | Abstentions    | 23 333       | 28,6         | 18 401      | 22,56       |  |
| Votants        | Votants                       | Votants        | 58 256       | 71,4         | 63 174      | 77,44       |  |
| Blancs et nuls | Blancs et nuls                | Blancs et nuls | 786          | 1,35         | 2 477       | 3,92        |  |
| Exprimés       | Exprimés                      | Exprimés       | 57 470       | 98,65        | 60 697      | 96,08       |  |

Jean Icart, chef d'entreprise, adjoint UDF au maire de Nice était suppléant d'Emmanuel Aubert.

#### Élections de 1988
| Candidat       | Candidat                      | Parti          | Premier tour | Premier tour | Second tour | Second tour |  |
| Candidat       | Candidat                      | Parti          | Voix         | %            | Voix        | %           |  |
| -------------- | ----------------------------- | -------------- | ------------ | ------------ | ----------- | ----------- |  |
|                | Emmanuel Aubert sortant réélu | RPR (URC)      | 14 478       | 31,86        | 26 770      | 55,76       |  |
|                | Michèle Mathieu               | PS             | 9 754        | 21,47        | 21 239      | 44,24       |  |
|                | Robert Gazut                  | FN             | 5 872        | 12,92        |             |             |  |
|                | Roger Bennati                 | PCF            | 5 643        | 12,42        |             |             |  |
|                | René Vestri                   | Divers droite  | 4 947        | 10,89        |             |             |  |
|                | Jean-Claude Guibal            | UDF (CDS)      | 4 747        | 10,45        |             |             |  |
|                |                               |                |              |              |             |             |  |
| Inscrits       | Inscrits                      | Inscrits       | 70 265       | 100,00       | 70 259      | 100,00      |  |
| Abstentions    | Abstentions                   | Abstentions    | 24 116       | 34,32        | 19 312      | 27,49       |  |
| Votants        | Votants                       | Votants        | 46 149       | 65,68        | 50 947      | 72,51       |  |
| Blancs et nuls | Blancs et nuls                | Blancs et nuls | 708          | 1,53         | 2 938       | 5,77        |  |
| Exprimés       | Exprimés                      | Exprimés       | 45 441       | 98,47        | 48 009      | 94,23       |  |

Joseph Caldéroni, retraité, maire de Villefranche-sur-Mer, était suppléant d'Emmanuel Aubert.

#### Élections de 1993
| Candidat       | Candidat                      | Parti                      | Premier tour | Premier tour | Second tour | Second tour |  |
| Candidat       | Candidat                      | Parti                      | Voix         | %            | Voix        | %           |  |
| -------------- | ----------------------------- | -------------------------- | ------------ | ------------ | ----------- | ----------- |  |
|                | Emmanuel Aubert sortant réélu | RPR                        | 13 369       | 29,64        | 17 876      | 43,52       |  |
|                | Jean-Claude Guibal            | UDF (CDS)                  | 9 182        | 20,36        | 13 511      | 32,9        |  |
|                | Gérard de Gubernatis          | FN                         | 9 077        | 20,12        | 9 684       | 23,58       |  |
|                | Michèle Mathieu               | PS (ADFP)                  | 5 254        | 11,65        |             |             |  |
|                | Charles Bellati               | PCF                        | 3 502        | 7,76         |             |             |  |
|                | Jacques Kraemer               | GÉ (EÉ)                    | 3 074        | 6,81         |             |             |  |
|                | Éliane Blum                   | LT-LNÉ                     | 1 301        | 2,88         |             |             |  |
|                | Patrick Ferruccio             | LCR                        | 348          | 0,77         |             |             |  |
|                | Azeddine Chouki               | Divers gauche (Maj. prés.) | 0            | 0            |             |             |  |
|                |                               |                            |              |              |             |             |  |
| Inscrits       | Inscrits                      | Inscrits                   | 70 562       | 100,00       | 70 513      | 100,00      |  |
| Abstentions    | Abstentions                   | Abstentions                | 23 750       | 33,66        | 24 545      | 34,81       |  |
| Votants        | Votants                       | Votants                    | 46 812       | 66,34        | 45 968      | 65,19       |  |
| Blancs et nuls | Blancs et nuls                | Blancs et nuls             | 1 705        | 3,64         | 4 897       | 10,65       |  |
| Exprimés       | Exprimés                      | Exprimés                   | 45 107       | 96,36        | 41 071      | 89,35       |  |

Xavier Beck, avocat, conseiller municipal de Cap-d'Ail, était suppléant d'Emmanuel Aubert. Xavier Beck remplace Emmanuel Aubert, décédé, du 9 juin 1995 au 21 avril 1997.

#### Élections de 1997
| Candidat       | Candidat               | Parti             | Premier tour | Premier tour | Second tour | Second tour |  |
| Candidat       | Candidat               | Parti             | Voix         | %            | Voix        | %           |  |
| -------------- | ---------------------- | ----------------- | ------------ | ------------ | ----------- | ----------- |  |
|                | Jean-Claude Guibal élu | RPR               | 11 327       | 26,79        | 25 416      | 67,67       |  |
|                | Gérard de Gubernatis   | FN                | 8 675        | 20,52        | 12 145      | 32,33       |  |
|                | Xavier Beck sortant    | diss. RPR         | 7 755        | 18,34        |             |             |  |
|                | Pascale Gérard-Loizzo  | PS                | 7 000        | 16,56        |             |             |  |
|                | Jean-Michel Cucinelli  | PCF               | 3 585        | 8,48         |             |             |  |
|                | Philippe Outrequin     | Les Verts         | 792          | 1,87         |             |             |  |
|                | Philippe Gauthier      | LDI (MPF)         | 773          | 1,83         |             |             |  |
|                | Alain Hervé            | GÉ                | 729          | 1,72         |             |             |  |
|                | Marie-Hélène Bonnet    | MÉI               | 483          | 1,14         |             |             |  |
|                | Patrick Ferrucio       | LCR               | 354          | 0,84         |             |             |  |
|                | Marie-Sylvie Borfiga   | Divers écologiste | 263          | 0,62         |             |             |  |
|                | Louise Di Stefano      | Divers droite     | 223          | 0,53         |             |             |  |
|                | Alain Cane             | Extrême droite    | 176          | 0,42         |             |             |  |
|                | Philippe Morelli       | IR                | 140          | 0,33         |             |             |  |
|                |                        |                   |              |              |             |             |  |
| Inscrits       | Inscrits               | Inscrits          | 68 386       | 100,00       | 68 344      | 100,00      |  |
| Abstentions    | Abstentions            | Abstentions       | 24 569       | 35,93        | 24 334      | 35,61       |  |
| Votants        | Votants                | Votants           | 43 817       | 64,07        | 44 010      | 64,39       |  |
| Blancs et nuls | Blancs et nuls         | Blancs et nuls    | 1 542        | 3,52         | 6 449       | 14,65       |  |
| Exprimés       | Exprimés               | Exprimés          | 42 275       | 96,48        | 37 561      | 85,35       |  |

Le suppléant de Jean-Claude Guibal était Noël Sapia, maire d'Èze.

#### Élections de 2002
| Candidat       | Candidat                         | Parti             | Premier tour | Premier tour | Second tour | Second tour |  |
| Candidat       | Candidat                         | Parti             | Voix         | %            | Voix        | %           |  |
| -------------- | -------------------------------- | ----------------- | ------------ | ------------ | ----------- | ----------- |  |
|                | Jean-Claude Guibal sortant réélu | UMP               | 16 075       | 37,73        | 22 780      | 68,56       |  |
|                | Monique Mathieu                  | FN                | 8 507        | 19,97        | 10 446      | 31,44       |  |
|                | Xavier Beck                      | Divers droite     | 6 923        | 16,25        |             |             |  |
|                | Pascale Gérard                   | PS                | 6 866        | 16,11        |             |             |  |
|                | Colette Mo                       | PCF               | 1 601        | 3,76         |             |             |  |
|                | Patrick Ferruccio                | LCR               | 407          | 0,96         |             |             |  |
|                | Serge Carvou                     | LT-LNÉ            | 376          | 0,88         |             |             |  |
|                | Lucien Bella                     | MÉI               | 366          | 0,86         |             |             |  |
|                | Claudette Van de Velde           | MNR               | 270          | 0,63         |             |             |  |
|                | Christian Pétard                 | LO                | 265          | 0,62         |             |             |  |
|                | Danielle Cavaillon               | Divers            | 229          | 0,54         |             |             |  |
|                | Jérôme Granon                    | Divers écologiste | 221          | 0,52         |             |             |  |
|                | Daniel Valin                     | ÉD                | 166          | 0,39         |             |             |  |
|                | Michel Trimaille                 | RCF               | 150          | 0,35         |             |             |  |
|                | Daniel Darque                    | Divers écologiste | 103          | 0,24         |             |             |  |
|                | Jacqueline Bartoli               | IR                | 64           | 0,15         |             |             |  |
|                | Paola Argyratos                  | Divers            | 19           | 0,04         |             |             |  |
|                | Jérôme Benedetti                 | Divers            | 0            | 0            |             |             |  |
|                |                                  |                   |              |              |             |             |  |
| Inscrits       | Inscrits                         | Inscrits          | 70 356       | 100,00       | 70 354      | 100,00      |  |
| Abstentions    | Abstentions                      | Abstentions       | 27 027       | 38,41        | 33 196      | 47,18       |  |
| Votants        | Votants                          | Votants           | 43 329       | 61,59        | 37 158      | 52,82       |  |
| Blancs et nuls | Blancs et nuls                   | Blancs et nuls    | 721          | 1,66         | 3 932       | 10,58       |  |
| Exprimés       | Exprimés                         | Exprimés          | 42 608       | 98,34        | 33 226      | 89,42       |  |

Le suppléant de Jean-Claude Guibal était Gérard Grosgogeat, maire de Villefranche-sur-Mer.

#### Élections de 2007
|                | Jean-Claude Guibal sortant réélu | UMP            | 24 797 | 59,50  |  |  |  |
|                | Pascale Gérard                   | PS             | 5 688  | 13,65  |  |  |  |
|                | Monique Mathieu                  | FN             | 3 552  | 8,52   |  |  |  |
|                | Philippe Briand                  | UDF–MoDem      | 2 275  | 5,46   |  |  |  |
|                | Brigitte Hourtic                 | PCF            | 2 044  | 4,90   |  |  |  |
|                | Alain Hervé                      | Les Verts      | 984    | 2,36   |  |  |  |
|                | Patrick Ferruccio                | LCR            | 749    | 1,80   |  |  |  |
|                | Monique Baccelli                 | GÉ             | 447    | 1,07   |  |  |  |
|                | Nedjia Gaignaire                 | MPF            | 375    | 0,90   |  |  |  |
|                | Laëtitia Perez                   | MNR            | 248    | 0,60   |  |  |  |
|                | René Fiorese                     | Divers         | 199    | 0,48   |  |  |  |
|                | Xavier Barillot                  | LO             | 184    | 0,44   |  |  |  |
|                | Michèle Borghi-Gastaut           | MRC            | 135    | 0,32   |  |  |  |
|                |                                  |                |        |        |  |  |  |
| Inscrits       | Inscrits                         | Inscrits       | 73 676 | 100,00 |  |  |  |
| Abstentions    | Abstentions                      | Abstentions    | 31 227 | 42,38  |  |  |  |
| Votants        | Votants                          | Votants        | 42 449 | 57,62  |  |  |  |
| Blancs et nuls | Blancs et nuls                   | Blancs et nuls | 772    | 1,82   |  |  |  |
| Exprimés       | Exprimés                         | Exprimés       | 41 677 | 98,18  |  |  |  |

Le suppléant de Jean-Claude Guibal était Gérard Grosgogeat. opticien, maire de Villefranche-sur-Mer.

#### Élections de 2012
| Candidat       | Candidat                         | Parti                                                      | Premier tour | Premier tour | Second tour | Second tour |  |
| Candidat       | Candidat                         | Parti                                                      | Voix         | %            | Voix        | %           |  |
| -------------- | -------------------------------- | ---------------------------------------------------------- | ------------ | ------------ | ----------- | ----------- |  |
|                | Jean-Claude Guibal sortant réélu | UMP                                                        | 15 763       | 32,70        | 20 467      | 55,22       |  |
|                | Lydia Schénardi                  | RBM (FN)                                                   | 11 039       | 22,90        | 16 595      | 44,78       |  |
|                | Pascale Gérard                   | PS (PRG, EÉLV, MRC)                                        | 9 541        | 19,79        |             |             |  |
|                | Francis Tujague                  | FG (PCF) (Divers gauche)                                   | 4 905        | 10,18        |             |             |  |
|                | Stéphane Cherki                  | diss. UMP                                                  | 4 642        | 9,63         |             |             |  |
|                | Thierry Giorgio                  | DLR                                                        | 713          | 1,48         |             |             |  |
|                | Jean-Philippe Secordel-Martin    | MHAN                                                       | 609          | 1,26         |             |             |  |
|                | Lucien Bella                     | AÉI                                                        | 505          | 1,05         |             |             |  |
|                | Nicolas Zahar                    | Divers droite (Union de la Droite Nationale et Catholique) | 361          | 0,75         |             |             |  |
|                | Joseph Markiel                   | LO                                                         | 127          | 0,26         |             |             |  |
|                |                                  |                                                            |              |              |             |             |  |
| Inscrits       | Inscrits                         | Inscrits                                                   | 84 882       | 100,00       | 84 882      | 100,00      |  |
| Abstentions    | Abstentions                      | Abstentions                                                | 36 006       | 42,42        | 42 675      | 50,28       |  |
| Votants        | Votants                          | Votants                                                    | 48 876       | 57,58        | 42 207      | 49,72       |  |
| Blancs et nuls | Blancs et nuls                   | Blancs et nuls                                             | 671          | 1,37         | 5 145       | 12,19       |  |
| Exprimés       | Exprimés                         | Exprimés                                                   | 48 205       | 98,63        | 37 062      | 87,81       |  |

Le suppléant de Jean-Claude Guibal était Xavier Beck, conseiller général du canton de Villefranche-sur-Mer, maire de Cap-d'Ail.

#### Élections de 2017
|                                                                                   | |                           |                           |                          |                          |
|                                                                                   | | Premier tour 11 juin 2017 | Premier tour 11 juin 2017 | Second tour 18 juin 2017 | Second tour 18 juin 2017 |
|                                                                                   | |                           |                           |                          |                          |
|                                                                                   | | Nombre                    | % des inscrits            | Nombre                   | % des inscrits           |
| Inscrits                                                                          | Inscrits | 85 585                    | 100,00                    | 85 586                   | 100,00                   |
| Abstentions                                                                       | Abstentions | 45 690                    | 53,39                     | 50 216                   | 58,67                    |
| Votants                                                                           | Votants | 39 895                    | 46,61                     | 35 370                   | 41,33                    |
|                                                                                   | |                           | % des votants             |                          | % des votants            |
| Bulletins blancs                                                                  | Bulletins blancs | 458                       | 1,15                      | 1 995                    | 5,64                     |
| Bulletins nuls                                                                    | Bulletins nuls | 313                       | 0,78                      | 1 054                    | 2,98                     |
| Suffrages exprimés                                                                | Suffrages exprimés | 39 124                    | 98,07                     | 32 321                   | 91,38                    |
|                                                                                   | |                           |                           |                          |                          |
| Candidat Étiquette politique (partis et alliances)                                | Candidat Étiquette politique (partis et alliances)                                                                         | Voix                      | % des exprimés            | Voix                     | % des exprimés           |
|                                                                                   | |                           |                           |                          |                          |
|                                                                                   | Alexandra Valetta-Ardisson La République en marche                                                                         | 11 045                    | 28,23                     | 17 047                   | 52,74                    |
|                                                                                   | Olivier Bettati Front national                                                                                             | 9 139                     | 23,36                     | 15 274                   | 47,26                    |
|                                                                                   | Xavier Beck Les Républicains (Union des démocrates et indépendants)                                                        | 8 075                     | 20,64                     |                          |                          |
|                                                                                   | Zohra Briand La France insoumise                                                                                           | 2 637                     | 6,74                      |                          |                          |
|                                                                                   | Michaël Albin Parti communiste français (Ensemble !)                                                                       | 2 310                     | 5,90                      |                          |                          |
|                                                                                   | Anthony Malvault Divers | 1 991                     | 5,09                      |                          |                          |
|                                                                                   | Laurent Lanquar-Castiel Europe Écologie Les Verts                                                                          | 933                       | 2,38                      |                          |                          |
|                                                                                   | Nicolas Zahar Extrême droite (Union des patriotes - Parti de la France)                                                    | 703                       | 1,80                      |                          |                          |
|                                                                                   | Jean-Philippe Secordel-Martin Écologiste (Mouvement écologiste indépendant - Le Trèfle - Mouvement hommes animaux nature)) | 684                       | 1,75                      |                          |                          |
|                                                                                   | Jean-Marc Chipot Debout la France                                                                                          | 616                       | 1,57                      |                          |                          |
|                                                                                   | Jennifer Varin Divers (Parti animaliste)                                                                                   | 407                       | 1,04                      |                          |                          |
|                                                                                   | René Maiolino Divers (Union populaire républicaine)                                                                        | 258                       | 0,66                      |                          |                          |
|                                                                                   | Joseph Markiel Lutte ouvrière                                                                                              | 169                       | 0,43                      |                          |                          |
|                                                                                   | Géraldine Hochet Divers (Mouvement 100 % - La France a des Elles)                                                          | 157                       | 0,40                      |                          |                          |
| Source : Ministère de l'Intérieur - Quatrième circonscription des Alpes-Maritimes | |                           |                           |                          |                          |

Le suppléant d'Alexandra Valetta-Ardisson était Adrien Sfecci, chef d'entreprise à Contes.

#### Élections de 2022
| Candidat                 | Candidat                   | Parti et coalition       | Nuance                   | Premier tour | Premier tour | Second tour | Second tour |
| Candidat                 | Candidat                   | Parti et coalition       | Nuance                   | Voix         | %            | Voix        | %           |
| ------------------------ | -------------------------- | ------------------------ | ------------------------ | ------------ | ------------ | ----------- | ----------- |
|                          | Alexandra Masson           | RN                       | RN                       | 10 925       | 28,87        | 19 487      | 56,20       |
|                          | Alexandra Valetta-Ardisson | LREM (ENS)               | ENS                      | 8 464        | 22,37        | 15 185      | 43,80       |
|                          | Sophie Bournot             | PCF (NUPES)              | NUP                      | 5 803        | 15,33        |             |             |
|                          | Roger Roux                 | LR (UDC)                 | LR                       | 5 494        | 14,52        |             |             |
|                          | Damien Rieu                | REC                      | REC                      | 4 036        | 10,66        |             |             |
|                          | Pascal Ducreux             | MHAN (TUPV)              | ECO                      | 1 117        | 2,95         |             |             |
|                          | Fabrice Carbonel           | LP (UPF)                 | DSV                      | 680          | 1,80         |             |             |
|                          | David Bieder               | PA                       | ECO                      | 534          | 1,41         |             |             |
|                          | Christine Beyl             | EAC                      | ECO                      | 530          | 1,40         |             |             |
|                          | Joseph Markiel             | LO                       | DXG                      | 261          | 0,69         |             |             |
|                          |                            |                          |                          |              |              |             |             |
| Votes valides            | Votes valides              | Votes valides            | Votes valides            | 37 844       | 98,06        | 34 672      | 93,36       |
| Votes blancs             | Votes blancs               | Votes blancs             | Votes blancs             | 528          | 1,37         | 1 744       | 4,70        |
| Votes nuls               | Votes nuls                 | Votes nuls               | Votes nuls               | 220          | 0,57         | 721         | 1,94        |
| Total                    | Total                      | Total                    | Total                    | 38 592       | 100          | 37 137      | 100         |
| Abstention               | Abstention                 | Abstention               | Abstention               | 46 689       | 54,75        | 48 154      | 56,46       |
| Inscrits / participation | Inscrits / participation   | Inscrits / participation | Inscrits / participation | 85 281       | 45,25        | 85 291      | 43,54       |

Le suppléant d'Alexandra Masson était Guillaume Contesse, conseiller municipal de Roquebrune-Cap-Martin.

#### Élections de 2024
| Candidat                 | Candidat                 | Parti et coalition       | Nuance                   | Premier tour | Premier tour |
| Candidat                 | Candidat                 | Parti et coalition       | Nuance                   | Voix         | %            |
| ------------------------ | ------------------------ | ------------------------ | ------------------------ | ------------ | ------------ |
|                          | Alexandra Masson sortant | RN                       | RN                       | 30 528       | 56,27        |
|                          | Anne-Pascale Guedon      | RE (ENS)                 | ENS                      | 11 190       | 20,63        |
|                          | Virginie Parent          | PCF (NFP)                | UG                       | 9 861        | 18,18        |
|                          | Christine Beyl           | ÉAC                      | ECO                      | 1 717        | 3,17         |
|                          | Joseph Markiel           | LO                       | EXG                      | 953          | 1,76         |
|                          |                          |                          |                          |              |              |
| Votes valides            | Votes valides            | Votes valides            | Votes valides            | 54 249       | 97,10        |
| Votes blancs             | Votes blancs             | Votes blancs             | Votes blancs             | 985          | 1,76         |
| Votes nuls               | Votes nuls               | Votes nuls               | Votes nuls               | 637          | 1,14         |
| Total                    | Total                    | Total                    | Total                    | 55 871       | 100          |
| Abstention               | Abstention               | Abstention               | Abstention               | 29 789       | 34,78        |
| Inscrits / participation | Inscrits / participation | Inscrits / participation | Inscrits / participation | 85 660       | 65,22        |

Le suppléant d'Alexandra Masson est Gabriel Tomatis, attaché parlementaire.